# بوستان جنگلی سید مرتضی
بوستان جنگلی سید مرتضی نام بوستان جنگلی در کاشمر، استان خراسان رضوی است که با ۵۰ هکتار در سال ۱۳۳۷ در جوار امامزاده سید مرتضی احداث شد. این بوستان جنگلی به‌دلیل خشکسالی در شرایط بحرانی قرار دارد.